# John Bell (chirurgien)
Pour les articles homonymes, voir John Bell et Bell.
John Bell est un chirurgien écossais, né à Édimbourg en 1763, mort en 1820.

## Biographie
Il complète ses études médicales par un voyage en Russie et dans le nord de l'Europe et devient professeur. Un des anatomistes les plus habiles de son temps , il était recherché pour les opérations les plus délicates. 

## Œuvres
Il a donné avec son frère Charles Bell plusieurs traités d'anatomie qui ont fait avancer la science ; les principaux sont : 
- Anatomie du corps humain, 1793-1802 ;
- Principes de Chirurgie, 1801-1803 ;
- Anatomie expressive, 1806-1844 à l'usage des artistes.
- Discours sur la nature et le traitement des plaies (1795)

## Source
Cet article comprend des extraits du Dictionnaire Bouillet. Il est possible de supprimer cette indication, si le texte reflète le savoir actuel sur ce thème, si les sources sont citées, s'il satisfait aux exigences linguistiques actuelles et s'il ne contient pas de propos qui vont à l'encontre des règles de neutralité de Wikipédia.